# Narodowy zasób archiwalny
Narodowy zasób archiwalny – pojęcie, które do archiwistyki polskiej wprowadziła w 1983 r. ustawa o narodowym zasobie archiwalnym i archiwach. Oznacza dokumentację zawierającą ważne informacje o wszelkich przejawach życia narodu w przeszłości i obecnie, która to dokumentacja w wyniku selekcji została zakwalifikowana do wieczystego przechowywania. Pojęcie to zostało wprowadzone przez ustawę w celu otoczenia opieką państwa wartościowych materiałów archiwalnych, które nie są jego własnością.  Narodowy zasób archiwalny dzieli się na państwowy oraz niepaństwowy. Państwowy zasób archiwalny to ten, który jest przechowywany w instytucjach państwowych (np. w archiwach państwowych, bibliotekach itp). i jest własnością państwa. Zasobem niepaństwowym zaś nazywamy tę część dokumentacji, która przechowywana jest w instytucjach niepaństwowych (np. partie polityczne, stowarzyszenia, kościoły itp.) (zasób ewidencjonowany, publiczny) oraz w rękach prywatnych (zasób nieewidencjonowany, prywatny). Dokumentacja prywatna wchodząca w skład narodowego zasobu archiwalnego podlega ochronie jako dobra kultury.